# Javier Bergia
Javier Bergia García (Madrid, 3 de junio de 1958) es un músico español.

## Biografía
Nace en Madrid en junio de 1958. Se forma como guitarrista, cantante y percusionista, siguiendo con atención a artistas como los Beatles, James Taylor, Joni Mitchell, Stephen Stills, Leonard Cohen, Bob Dylan, Simon and Garfunkel, etc. A finales de los 70 de la mano de Gregorio Paniagua se inicia en la música antigua y entra a formar parte como multinstrumentista del grupo Atrium Musicae de Madrid. Desde 1984 colabora también con el grupo experimental Finis Africae.

## Trayectoria musical

### Bergia, cantautor
Como cantautor, la trayectoria de Bergia se inicia en 1985, cuando Jesús Yagüe Arechavaleta le encarga la sintonía de la serie de televisión Media naranja. Esta pieza (que se pondrá a la venta años más tarde en un oscuro disco de sintonías de televisión) presenta ya el estilo característico de este músico: armonías imaginativas, ritmos orientales y letras sugerentes, que oscilan entre lo costumbrista y lo surreal. 
Animado por el éxito de esta primera canción graba ese mismo año su primer LP, Recoletos, en la Emi-Odeon. Aunque con el tiempo su sonido eléctrico y los arreglos pop algo barrocos no complacerán al autor, contiene algunas de sus canciones más conocidas, como Veinticinco años, Gran Vía, Vivir sin ti o Recoletos (de la que más tarde hizo una adaptación Víctor Manuel San José, interpretada por Rosa León).
Por esas fechas gana el concurso de nuevos cantautores organizado por el Ministerio de Cultura de España junto a Miquel Gil. Disgustado con la nula promoción del disco, graba su siguiente álbum, La alegría del coyote, en 1988 con una compañía asturiana, FonoAstur. También este disco incluye clásicos de su repertorio, como Nunca te dije (de la que llega a realizarse un curioso videoclip) o Estaba listo. El sonido es más acústico, y aparece una marca de la casa que se repetirá en sus discos siguientes: un tema instrumental titulado como el disco, que homenajea a Joni Mitchell.
El nuevo disco, Tagomago (1989) supone un nuevo cambio de compañía (esta vez a GASA). En las nuevas canciones destacan los teclados, que llevan casi todo el peso en canciones como Una mañana esencial. Por primera vez, Bergia pone música a un texto ajeno (Del Buen Amor tal astilla, pasaje del Libro de buen amor del arcipreste de Hita). El trabajo incluye una de sus canciones más sentimentales, De aquellos años verdes, así como la hipnótica La oración y el té. 
Ninguno de los tres discos reseñados hasta ahora, publicados en vinilo, verá nunca la luz en CD, por lo que el autor opta por grabar de nuevo muchas de las canciones en recopilatorios posteriores. 
El disco siguiente, Caracola (1993), es su primer CD. De nuevo, se produce un cambio de compañía (de GASA a SAGA). Han pasado cuatro años, y el cambio en la estética es notorio. En el ínterin, Bergia interpreta a menudo su música en directo, junto con la cantante Clara Serrano, en el pub madrileño La Taberna Elisa. Allí traba contacto con músicos de la escena folk y celta, que colaboran en este trabajo, de sonoridad mucho más acústica que los anteriores. Destaca Adiós Madrid, sentida elegía con la que Bergia se despide de una ciudad que empieza a agobiarle. A partir de entonces, procurará vivir en el campo y grabar sus discos allí, en su propio estudio, sin agobios ni presiones.
Mirando hacia atrás, Bergia decide grabar de nuevo algunas de sus viejas canciones, adaptándolas a su nuevo sonido y poniéndolas a disposición de un público que no ha tenido ocasión de acceder a los tres primeros discos. El resultado, De aquellos años verdes (1995), ve la luz en Música Sin Fin, la compañía discográfica de Juan Alberto Arteche, uno de sus antiguos compañeros en Finis Africae y fundador de uno de los míticos grupos de los sesenta, Nuestro Pequeño Mundo. Este peculiar "pequeños grandes éxitos" satisface especialmente al artista, que repetirá la fórmula seis años después en 25 años (2001).
Su siguiente disco de canciones inéditas, Noche infinita... (1997), ve la luz en su propio sello discográfico, Tagomago. El disco recoge algunas canciones que forman parte desde hace años de su repertorio con Clara Serrano, como Recuerdos y La leyenda y el cuento. En Noche infinita y breve, la letra alcanza una altura poética peculiar, abandonando el registro tierno y desenfadado de costumbre.
Cedaceros 4, arreglos y producción de Fredi Marugán, disco por el que obtiene el Premio de Música Popular "García Matos" que concede el Ayuntamiento de Madrid,  salió a la venta en el 2007. En 2008 se publicó Antología, una recopilación que contiene veinte de sus mejores canciones y en 2009 Bergia recuperó, regrabándolo íntegramente, el disco Caracola, en esta ocasión con colaboraciones de lujo como las de Luis Eduardo Aute, Ismael Serrano, Pablo Guerrero, Rodrigo García, entre otros.

### Bergia, instrumentista
En paralelo a su carrera como cantautor, Bergia desarrolla también proyectos musicales instrumentales, casi siempre en colaboración con Luis Delgado. Muchos de ellos son encargos para series documentales de televisión. Otros aparecen bajo el título de Ishinohana, formado primero por los dos citados y Manuel Illán y reducido luego, con la partida de éste, a dúo. 
Tanto en estos trabajos en colaboración como en el disco en solitario Rupairú (Tagomago, 1998) Bergia apuesta por una fusión de música étnica y electrónica, similar en buena medida a la ensayada por Finis Africae. 

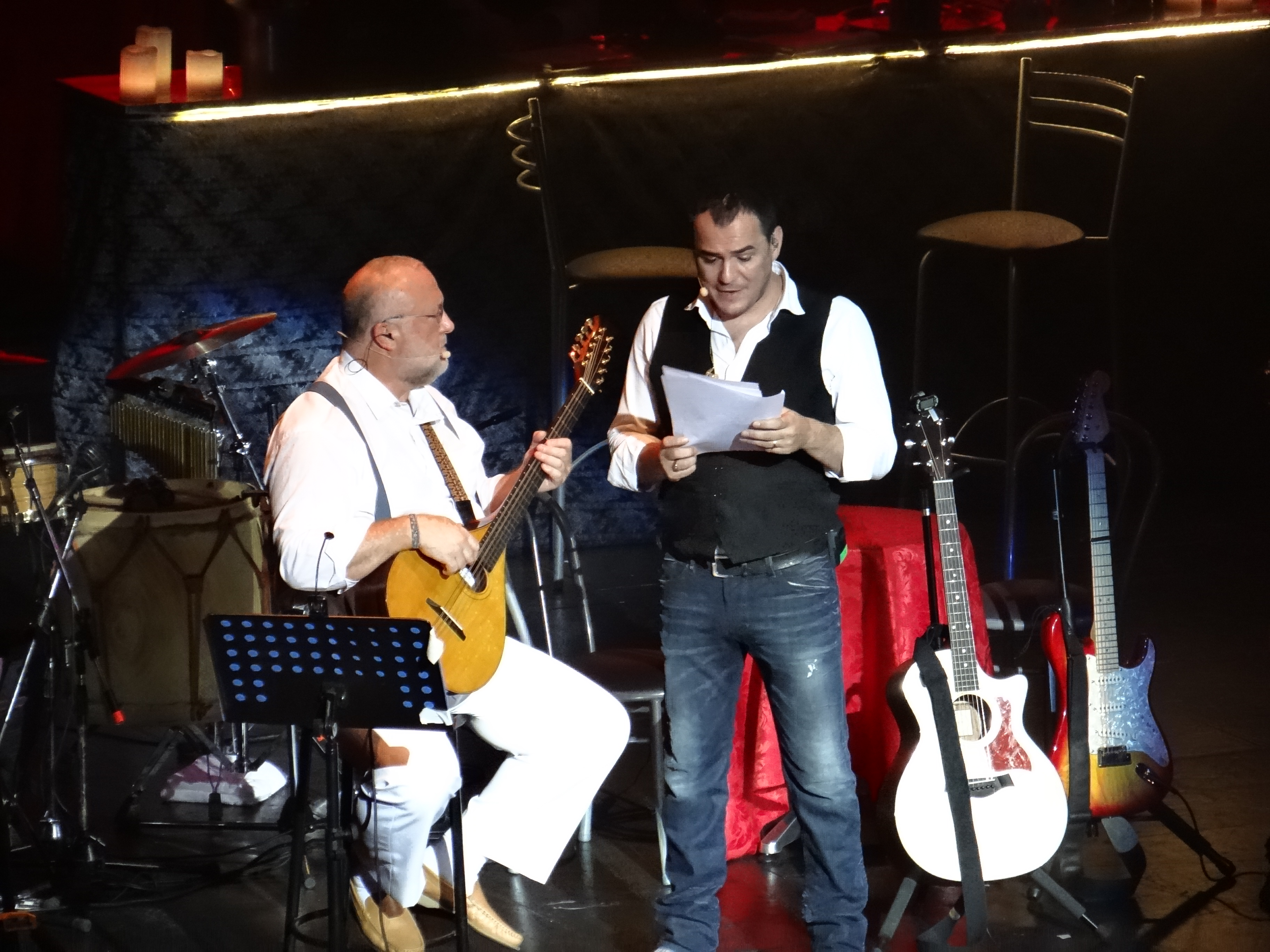
Javier Bergía acompañando a Ismael Serrano en su gira del año 2012. Recital de agosto en el Teatro Gran Rex

Durante 14 años Bergia ha trabajado junto al cantautor español Ismael Serrano y como colaborador habitual en varios programas de Radio Nacional de España.
En la actualidad sigue ofreciendo  sus propios conciertos en solitario como junto a la compositora e intérprete  Begoña Olavide con la que ha grabado 4 discos; uno instrumental producido y grabado en directo por el propio Bergia, cuyo contenido son improvisaciones en directo de Begoña Olavide con diferentes salterios, otros dos en los que Olavide & Bergia han puesto música original propia y cantan textos de grandes poetas españoles desde la Edad Media hasta nuestros días y un cuarto y recientemente estrenado disco cuyo contenido es un monográfico dedicado al poeta oriolano Miguel Hernández. En 2020 en Mojácar y durante el confinamiento, escribe, compone y graba en solitario "Pandemonium" editado, mezclado y masterizado en Asturias a comienzos de 2021.

## Discografía solista

### Estudio
- Recoletos (EMI-Odeon, 1985)
- La alegría del coyote (Fonoastur, 1988)
- Tagomago (GASA, 1989)
- Caracola (Tecnosaga, 1993; Tagomago, 2009)
- Noche infinita (Tagomago 1997)
- Rupairú (Tagomago 1998)
- Cedaceros 4 (Tagomago 2007)
- Un lugar bajo el sol (Tagomago 2011)
- Punto y aparte (Warner, 2013)
- De un tiempo a esta parte, con Begoña Olavide (Tagomago, 2014)
- Burlesco, con Begoña Olavide (Tagomago, 2016)
- Divina Comedia (Tagomago, 2019)
- A propósito de Miguel Hernández, un poeta de Orihuela, con Begoña Olavide (Tagomago, 2020)
- Pandemonium (Tagomago, 2021)

### Recopilación
- De aquellos años verdes (Música Sin Fin, 1995)
- 25 años (Tagomago, 2001)
- Antología (Tagomago, 2008)